# Жамбыл (Жамбылский район Северо-Казахстанской области)
Жамбыл (каз. Жамбыл) — село в Жамбылском районе Северо-Казахстанской области Казахстана. Административный центр Жамбылского сельского округа. Код КАТО — 594639100.

## Население
В 1999 году население села составляло 762 человека (379 мужчин и 383 женщины). По данным переписи 2009 года, в селе проживало 478 человек (226 мужчин и 252 женщины).